# Hallel
Le Hallel (hébreu : הלל « Louange [à Dieu] ») est une prière d’institution rabbinique, composée des psaumes 113 à 118. Il est récité lors de la plupart des fêtes juives d’origine biblique ainsi qu’aux jours de louange.

## Le Hallel et les fêtes juives

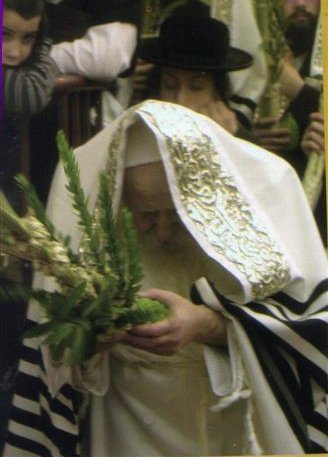
Un rabbin à Montréal, Canada, tient les quatre espèces au cours de la prière du Hallel à Soukkot

Le Hallel consiste en 6 psaumes (113-118). Cet ensemble de textes est généralement entonné à haute voix par toute la communauté de prière lors de l'office religieux du matin, à l'issue de la Amidah, à l'occasion des trois fêtes de pèlerinage (Pessah, Shavouot et Soukkot), ainsi que pour Hanoucca et Rosh Hodesh. Le Hallel est aussi prononcé le premier soir de Pessah, sauf selon les traditions lituaniennes et allemandes. De nombreuses communautés juives "sionistes" récitent également le Hallel lors de la célébration de l'indépendance de l'État d'Israël, à Yom Ha'atzmaout.
Le Hallel n'est pas ajouté aux prières de Rosh Hashana et Yom Kippour car, selon le Talmud, ces jours de jugements sont graves et ne sont pas l'occasion de chanter des chants joyeux.
Le Hallel n'a pas non plus été ajouté à l'office de Pourim (bien que ce soit une commémoration joyeuse d'un miracle qui sauva, d'après la tradition, la communauté juive de l'Empire perse) pour plusieurs raisons:
- Le miracle n'a pas eu lieu en Terre d'Israël ;
- Après le miracle de Pourim, les Juifs sont restés des sujets de l'Empire perse, tandis qu'à Hanoucca, les Juifs gagnèrent leur indépendance à l'issue de la victoire de Judas Maccabée ;
- La lecture publique du Livre d'Esther est considérée comme un substitut au Hallel.

## Formes du Hallel
Deux formes du Hallel peuvent être lues. Le Hallel est ainsi, selon les fêtes, complet ou partiel.

### Hallel Shalem ou complet
Le Hallel complet (ou הלל שלם - Hallel Shalem en hébreu) consiste en la lecture intégrale des 6 psaumes du Hallel. Cette forme du Hallel est lue:
- lors des 9 jours de Souccot (avec Shemini Hatseret et Sim'hat Torah),
- lors de Shavouot,
- lors des deux premiers jours de Pessah,
- lors de Hanoucca.

Le sionisme religieux prescrit également cette lecture lors du jour de l’indépendance d’Israël, avec ou sans bénédiction. (Voir également: Jour de louange)

### 'Hatzi Hallel ou Demi-Hallel
Le demi-Hallel (ou חצי הלל - 'hatzi Hallel en hébreu) est tronqué des versets 1-11 du psaume 115 et de tout le psaume 116. Cette forme du Hallel est lue :
- Lors des six derniers jours de Pessah (car trop d'Egyptiens sont morts pour que les festivités soient totales.) ;
- À Rosh Hodesh (car le Hallel n'y fut introduit que bien après son ajout aux fêtes principales).